# Marlinton (Virginia Occidental)
Marlinton es un pueblo ubicado en el condado de Pocahontas en el estado estadounidense de Virginia Occidental. En el Censo de 2010 tenía una población de 1054 habitantes y una densidad poblacional de 160,79 personas por km².

## Geografía
Marlinton se encuentra ubicado en las coordenadas 38°13′34″N 80°5′24″O / 38.22611, -80.09000. Según la Oficina del Censo de los Estados Unidos, Marlinton tiene una superficie total de 6.56 km², de la cual 6.31 km² corresponden a tierra firme y (3.67%) 0.24 km² es agua.

## Demografía
Según el censo de 2010, había 1054 personas residiendo en Marlinton. La densidad de población era de 160,79 hab./km². De los 1054 habitantes, Marlinton estaba compuesto por el 97.82% blancos, el 1.42% eran afroamericanos, el 0.28% eran amerindios, el 0% eran asiáticos, el 0% eran isleños del Pacífico, el 0.09% eran de otras razas y el 0.38% pertenecían a dos o más razas. Del total de la población el 0.47% eran hispanos o latinos de cualquier raza.